# Malou Pheninckx
Malou Pheninckx (Oosterhout, 24 de julho de 1991) é uma jogadora de hóquei sobre a grama neerlandesa, campeã olímpica.

## Carreira
Pheninckx integrou a Seleção Neerlandesa de Hóquei sobre a grama feminino nos Jogos Olímpicos de Verão de 2020 em Tóquio, quando conquistou a medalha de ouro após derrotar a equipe argentina na final da competição por 3–1.